# Jeszcze raz (album Marka Dyjaka)
Jeszcze Raz – piąty studyjny album polskiego wokalisty Marka Dyjaka, wydany 26 listopada 2009.
Na albumie znalazł się utwór „Śniadanie na tapczanie” zaśpiewany w duecie z aktorką Stanisławą Celińską oraz piosenka „Jej portret”, w której gościnnie zagrał pianista Włodzimierz Nahorny.

## Lista utworów
Opracowano na podstawie materiału źródłowego.
| 01. | „Wiedeń nocą” sł. Przemysław Rozenek, muz. Arkadiusz Stolarski                                                    |  |
|     | |  |
| 02. | „Śniadanie na tapczanie” sł. i muz. Piotr Bukartyk                                                                |  |
|     | |  |
| 03. | „Ja jestem Dyjak” sł. Przemysław Rozenek, muz. Marek Dyjak                                                        |  |
|     | |  |
| 04. | „Modlitwa” sł. i muz. Jacek Musiatowicz                                                                           |  |
|     | |  |
| 05. | „Prośba o wizerunek” sł. i muz. Jacek Musiatowicz                                                                 |  |
|     | |  |
| 06. | „List a właściwie dwa” sł. i muz. Robert Kasprzycki                                                               |  |
|     | |  |
| 07. | „Piosenka w samą porę” sł. i muz. Jan Kondrak; wcześniej na albumach Dyjak od wschodu (1998) i W samą porę (2001) |  |
|     | |  |
| 08. | „Jej portret” sł. Jonasz Kofta, muz. Włodzimierz Nahorny                                                          |  |
|     | |  |

## Twórcy
- Marek Dyjak – śpiew
- Dariusz Cetner – pianino
- Janusz Lewandowski – kontrabas
- Jerzy Małek – trąbka
- Witold Cisło – perkusja
- Stanisława Celińska – śpiew (utwór 2)
- Włodzimierz Nahorny – pianino (utwór 8)